# 高麗青磁
高麗青磁（こうらいせいじ、朝鮮語: 고려청자、中国語: 高麗靑瓷）は、朝鮮半島の高麗時代（918年 - 1391年）に製作された青磁釉を施した陶磁器である。また、20世紀になり高麗時代の製法を復元した青磁釉陶磁器も高麗青磁と呼ばれる。

## 総説
中国・呉越（907年～）の餞州窯（現江西省、越州窯現浙江省とする説もある）の青磁の技術を導入して焼き始められたものであるが、その出現時期には諸説ある。最も早い説は10世紀前半（918年建国）、最も遅い説で11世紀後半である。
主な製作地は全羅南道の康津と全羅北道の扶安。宋の越州窯の青磁は中国で「秘色」と呼ばれたが、高麗では12世紀前半に粉青色の陶器が生産出来る様に成ると粉青色を「翡色」と呼んだ。元明の時代になると量産品が朝鮮半島だけでなく中国へも輸出される様に成ったが、明朝では量産品を評して廉価ではあるが品質は雑窯の後（日用品を作る国内民間窯に見劣る）とした。その造形は、手の込んだ良品は宋の竜泉窯の物とよく似ていて色は粉青である、一般品は餞州府の物と似る。品質上の全盛期は一般に12世紀と言われ、元明の時代に輸出された品は中国では評判が芳しくなかった、高麗の高級品と廉価品は共に南方より北方で好まれたようである。13世紀以降に評価が低くなったとする説が複数あり、モンゴル帝国の侵入による社会の混乱だと主張する者もいれば、大量生産による品質低下ではないかと主張する者もいる。14世紀で流行は止み、粉青沙器に交替した。
高麗青磁は後述される通り19世紀末に再発見された。伝世品（人家で代々所蔵、伝えられてきたもの）は日本にわずか数点で、世界の博物館などに収集されたものは、そのほぼ全てが古墳墓の明器（副葬品）、遺跡出土、中世沈没船の積荷などの発掘品である。中国唐三彩の発見と同様の推移であった。

## 10 - 11世紀
中国に接する朝鮮半島では中国文化の影響を常に受け、強い文化的、技術的な影響を受けてきた。陶磁器の分野もその例外ではなく青磁もまた同様であり、中国餞州窯（伝世では越州窯だが造形は餞州窯の物に類似する）青磁の技術が伝来し生産が始められた。高麗青磁の最盛期は朝鮮半島では12世紀とされ、10世紀から11世紀はその前段階にあたる。高麗の焼き物には白磁や黒磁もあるが、主要な製品は青磁であった。青磁の胎土は焼成前は褐色を呈しており、これを素焼きすると灰色がかった色に変化する。これに鉄分を含んだ釉を掛けて還元炎焼成（窯内に酸素を十分に供給せずに焼く）すると青磁になり、釉薬中のチタニウム、マンガン等の微量元素の含有割合によって、緑に近い釉色から「雨過天晴」と称されるような澄んだ青色などさまざまな色に発色する。
朝鮮半島においては、三国時代から統一新羅時代の焼き物は素焼きの土器である（日本と同様韓国では無釉のものを「土器」と呼び、「陶器」とは呼ばない慣例）。統一新羅時代後期（9世紀）になると、墳墓から中国製の越州窯青磁や唐三彩の器が骨壺として出土する例があり、こうした中国陶磁の影響を受けて高麗においても青磁の焼造が始まった。その時期は9世紀とする説もあるが、一般には高麗王朝成立後の10世紀がその初源とされており、明州（寧波）から海路運ばれてきた餞州青磁（越州窯青磁とする主張もあるが越州窯の陶磁は薄手の作りであり高麗の青磁とは模様の流行も異っている、越州窯の評判に仮託したものだろう。厚手の作りと花を多用する模様付けは景徳鎮など餞州窯の物に近い）と同じルートで技術が伝来し生産が始まったものである。
10世紀の窯跡は京畿道始興芳山洞（シフンパンサンドン）、黄海南道ペチョン郡ウォンサン里などで発掘されている。これらは塼（土を焼締めて板状にしたもの）で築いた塼築窯である。10世紀に属する遺品としては淳化3年（992年）銘の青磁長足祭器、淳化4年（993年）銘の壺（梨花女子大学博物館蔵）などがある。淳化4年銘壺の釉色は黄色がかっており、釉も流下して斑状になるなど、青磁の技術は発展途上であったことがうかがえる。
11世紀になると、高麗の国力の増大と中央集権体制の確立に伴い、青磁焼成の窯は全羅南道の康津（カンジン）に集中し、官窯的性格を強めていった。この時期の窯は、10世紀に用いられた塼築窯に代わって土築窯となっている。

## 12世紀以降

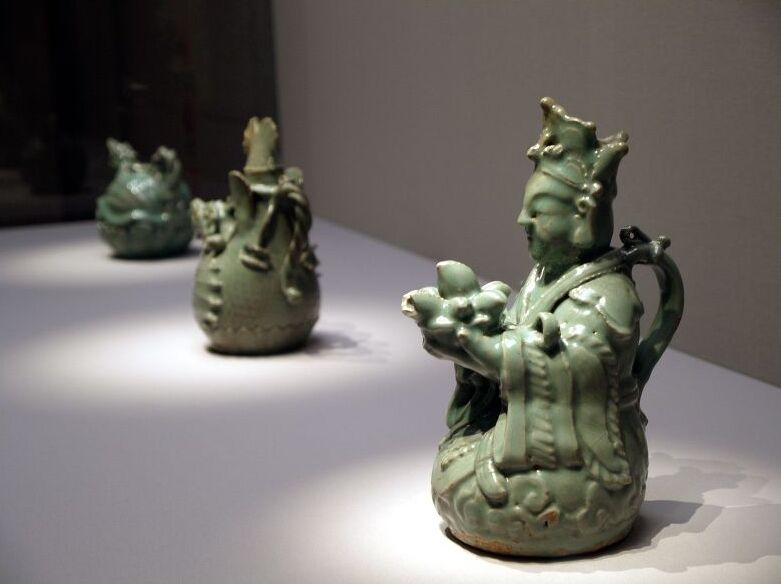
人物形水注 韓国国立中央博物館蔵

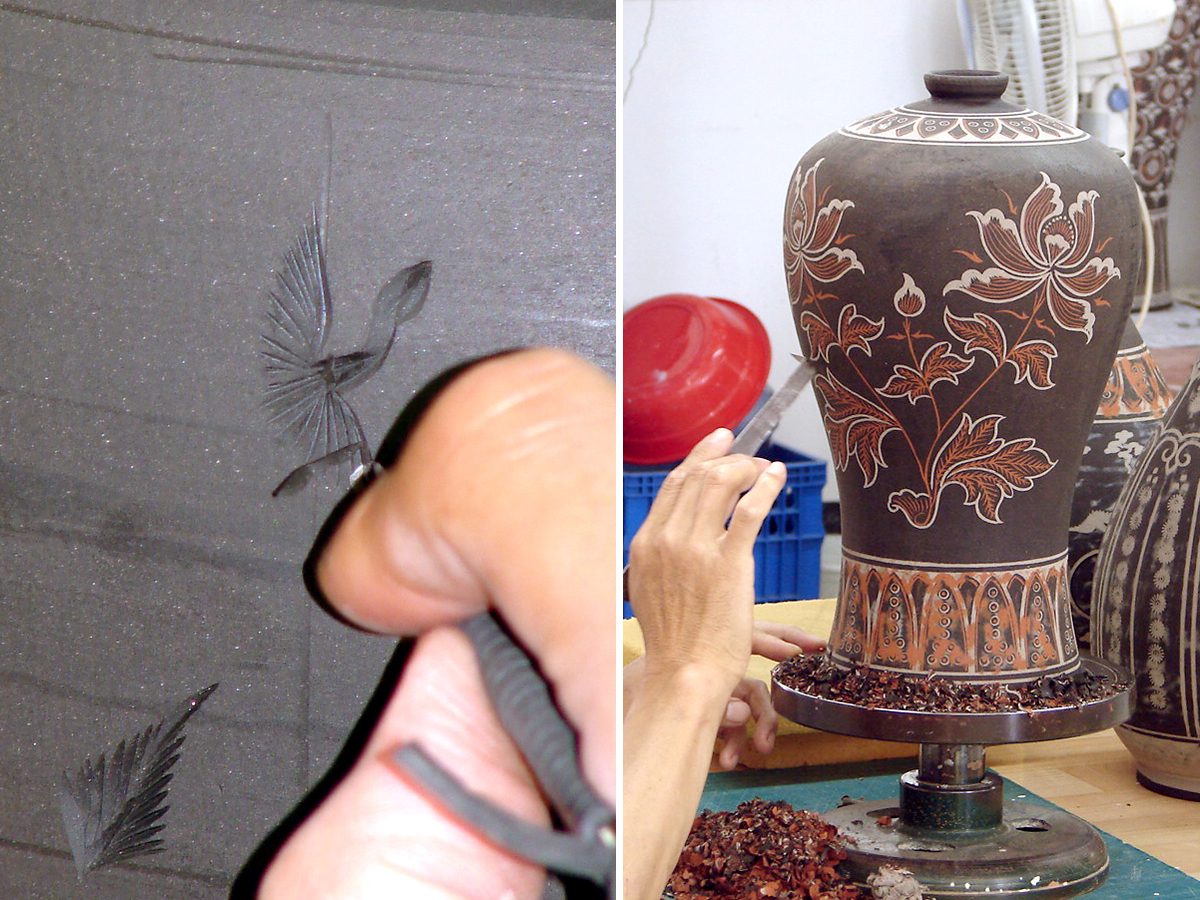
象嵌青磁の制作風景

12世紀は高麗が在った地域の人々の間では高麗青磁の最盛期だとされている。器形や作風に中国・宋で評判の高かった耀州窯、定窯、汝窯などの影響を受けつつ、高級品としては高麗特有の象嵌青磁を施された物が制作され、また量産品として日用品の青磁を生産した、高級品，日用品共に江南よりも華北で好まれた。器種としては瓶（へい）、梅瓶（メイピン、口が狭く肩の張った形態の瓶）、鉢、水注、香炉、水滴など様々あり、香炉や水滴には人物、動物、器物などの具象的形態を器形とした彫塑的なものもある。宋の徐兢は、1123年、宋の使節として高麗に滞在した時の見聞記『宣和奉使高麗図経』を著わしたが、その中で高麗青磁の釉色について青色の事を高麗人は翡色と呼び近年この色を出せるように成ったと記録している。当時の青磁は、官窯で王族や上流階級向けに製作され、大量に生産し流通する製品ではない一品制作であった。
1170年の庚寅の乱を契機とする武臣政権確立と、それに伴う社会状況の変化とともに磁器の作風も変わり、それまでの単色磁に加えて象嵌青磁が盛んに作られるようになる。象嵌とは、元は金属工芸の用語で、素地土に文様の形を彫り、色違いの土を埋め込んで仕上げるものである。それまでの高麗の磁器は、無文のものも多く、透彫、陰刻などの加飾があっても基本的に単色のものであったが、12 - 13世紀には、土色の違いによって図柄を表す象嵌青磁が盛行し、青磁に銅呈色の赤色系統の文様が加わった銅画（日本語では「辰砂」という）も使用された。
14世紀の青磁について、量産化とともに作風や質の低下を主張する者も居る、次の朝鮮王朝時代には粉青沙器がやきもの界の主流となった。

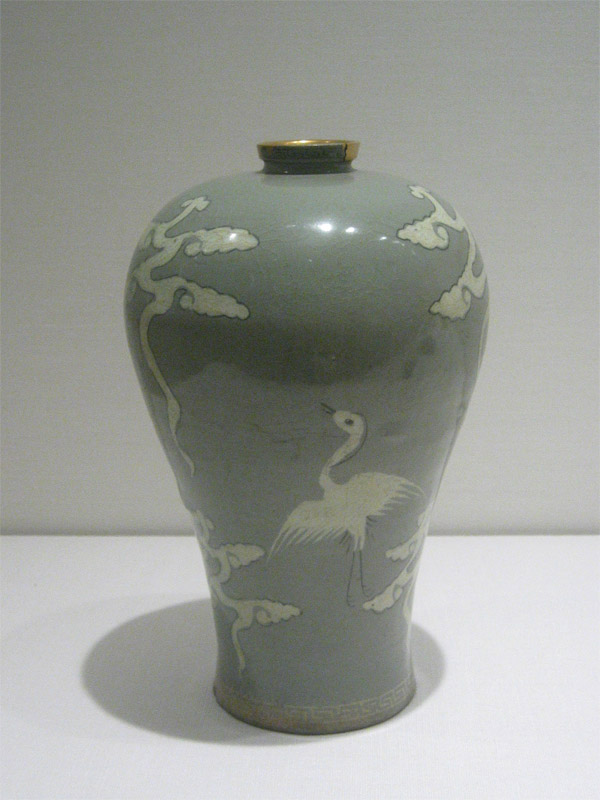
象嵌青磁雲鶴文梅瓶
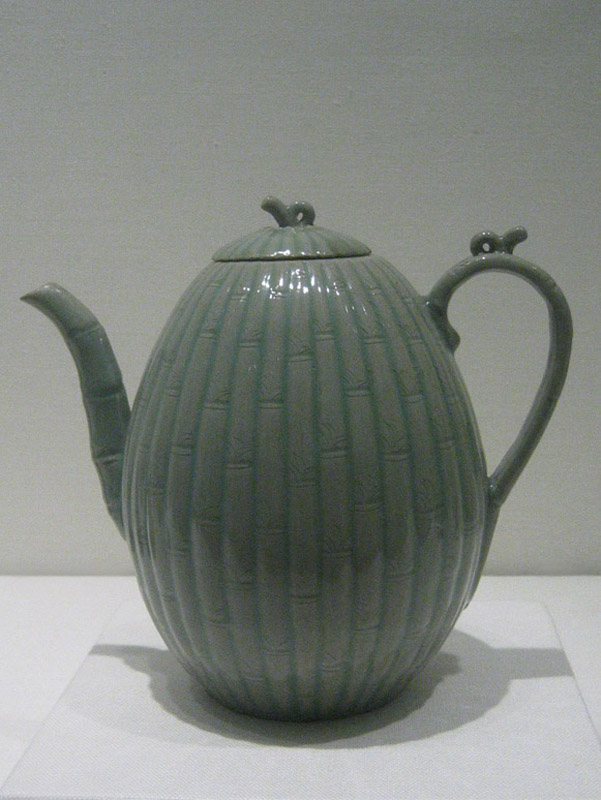
青磁竹節水注
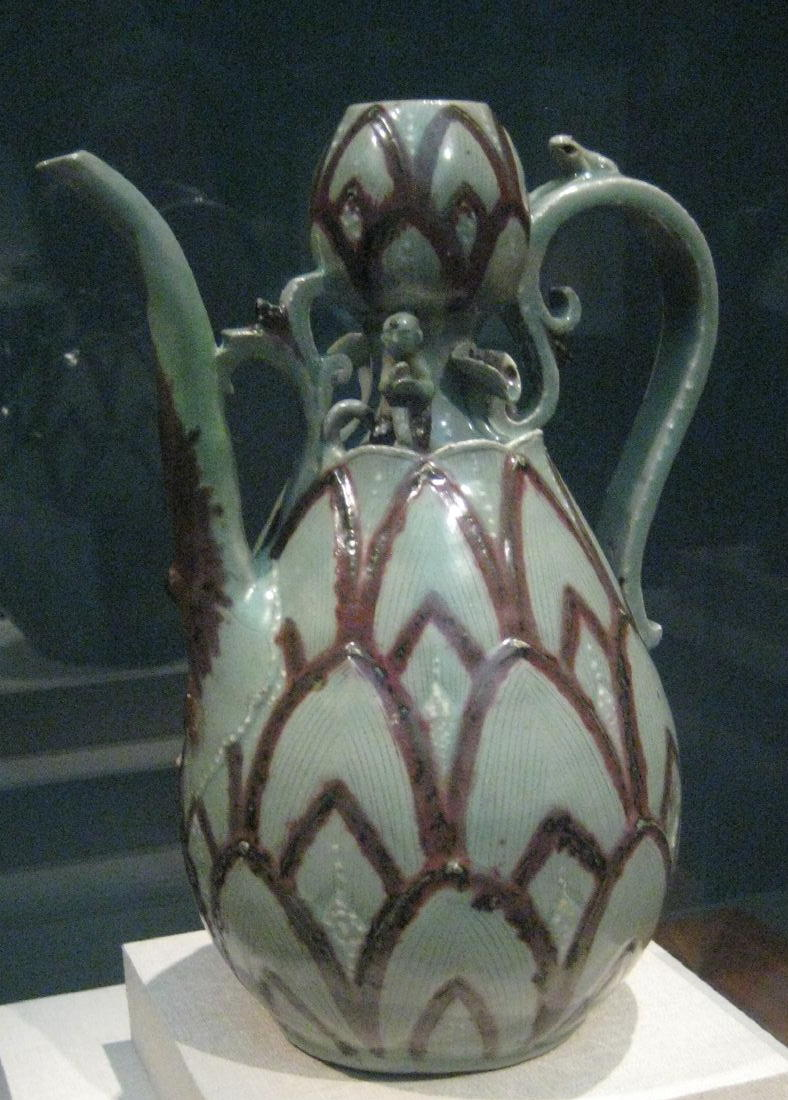
青磁辰砂蓮花文水注 フリーア美術館蔵

その存在は長く忘れ去られていたが、1880年代に崩れた古墳墓から副葬品の高麗青磁が出土し、釜山居留区の日本人好事家に持ち込まれたことが再発見のきっかけとなった。甲午改革からの土木工事や京仁線に始まる鉄道建設で大量に発見されるようになり、駐韓外交官の山吉盛義が『古高麗美痕』（1900年） を著し、二百点余の収集品を東京帝室博物館で展示したことから一躍脚光を浴びるようになった。欧米人もその収集に努め、特に米国のホレイス・ニュートン・アレンが収集したものは、フリーア美術館アレン・コレクションとして名高い。評価の高まりと共に、日本人主導や金目当ての韓国人による古墓盗掘が横行するようになり、現代の各地のコレクションにはこの顛末のものも多い実態がある。

## 現在
日韓併合後、朝鮮の陶芸産業は、廉価な日本製陶磁器が大量に流入したことで、流通網を外れた僻地の窯業以外は壊滅するに至った。
高麗青磁は日本人技術者により再現技法が成立し、李王職美術品製作所陶磁部や総督府工業伝習所（京城工業専門学校）陶器課で複製品が作成されるようになった。
鎮南浦在住の実業家富田儀作は私費で朝鮮美術工芸館を設立した後、籠細工・螺鈿細工など各種朝鮮美術工芸の復興を企業した。八代焼陶工の濱田義徳・美勝兄弟を招聘して三和高麗焼を創設し、昭和天皇即位の礼において朝鮮総督山梨半造よりの献上品に選定された。また、朝鮮旅行土産の小品として漢陽高麗焼を大量生産した。
朝鮮において陶工は20世紀前半においても賤業視されていたが、浅川伯教・巧兄弟の薫陶を受けた陶芸家柳海剛、池順鐸らが大韓民国成立後に古陶片の研究で更なる研鑽を積み、高麗青磁の製造技術を確立させ、現在も韓国の陶芸家により製作されている。
2006年、韓国国立民俗博物館の中国語の案内ガイドが高麗青磁について「誤った」案内をおこない、「誤った」韓国情報を伝えていることが分かった。案内ガイドは「高麗青磁は中国の唐三彩を真似たもの」「新羅の慶州は中国の西安をそのまま移しておいたもの」「韓国は昔から中国の属国」「三国時代の衣服・金属活字が中国とそっくり」「博物館に展示された遺物は真物ではなく、真物は全て日本にある」などと説明していた。